# Проект Минди
«Прое́кт Ми́нди» (англ. The Mindy Project) — американский комедийный сериал, созданный Минди Калинг и с собой в главной роли. Премьера сериала состоялась на телеканале Fox 25 сентября 2012 года.
В мае 2015 года после закрытия телеканалом Fox шоу после трёх сезонов, интернет платформа Hulu приобрёла права на сериал у Universal Television. На Hulu в эфир вышло ещё три сезона проекта, финальный эпизод был показан 14 ноября 2017 года.

## Сюжет
В центре сюжета находится врач, которая пытается навести порядок в своей личной и профессиональной жизни. В подавляющем числе эпизодов главная героиня пытается найти себя или найти спутника жизни, в чём ей нередко помогают коллеги по клинике. Персонаж Калинг основан на опыте матери актрисы, которая долгое время работала акушером-гинекологом. Коллеги обожают её, однако стараются этого не показывать: Дэнни Кастеллано, её лучший друг, позже парень; Джереми Рид — врач-британец, с которым у Минди были непродолжительные романтические отношения в начале первого сезона; Питер Прентис — ещё один симпатичный, но инфантильный доктор, который окончил Дартмутский колледж; Морган Такерс — медбрат, попавший в клинику только по воле случая. Также в офисе есть две секретарши: Тамра и Беверли, которая постоянно шутит по поводу действий своих начальников.

## В ролях
| Персонаж             | Актёр             | Сезоны    | Сезоны    | Сезоны    | Сезоны    | Сезоны    | Сезоны    |
| Персонаж             | Актёр             | 1         | 2         | 3         | 4         | 5         | 6         |
| -------------------- | ----------------- | --------- | --------- | --------- | --------- | --------- | --------- |
| Минди Лахири         | Минди Калинг      | Постоянно | Постоянно | Постоянно | Постоянно | Постоянно | Постоянно |
| Денни Кастеллано     | Крис Мессина      | Постоянно | Постоянно | Постоянно | Постоянно | Гость     | Период.   |
| Джереми Рид          | Эд Уикс           | Постоянно | Постоянно | Постоянно | Постоянно | Постоянно | Постоянно |
| Гвендолин Грэнди     | Анна Кэмп         | Постоянно |           |           |           |           |           |
| Бетси Пютч           | Зои Джармен       | Постоянно | Постоянно |           |           |           |           |
| Шона Дуканио         | Аманда Сеттон     | Постоянно |           |           |           |           |           |
| Марк Шульман         | Стивен Тоболовски | Постоянно |           |           | Гость     |           |           |
| Морган Тукерс        | Айк Баринхолц     | Постоянно | Постоянно | Постоянно | Постоянно | Постоянно | Постоянно |
| Беверли Яновешски    | Бет Грант         | Постоянно | Постоянно | Постоянно | Постоянно | Постоянно | Постоянно |
| Тамра Уэбб           | Зоша Рокемор      | Период.   | Постоянно | Постоянно | Постоянно | Постоянно | Постоянно |
| Питер Прентис        | Адам Палли        |           | Постоянно | Постоянно | Период.   | Гость     | Гость     |
| Колетт Кимбалл-Кинни | Фортуна Феймстер  |           |           |           | Постоянно | Постоянно | Постоянно |

## Разработка и производство

### Кастинг
Изменения в актёрском составе
В первом сезоне первым ушёл Стивен Тоболовски, сыграв только в первых двух эпизодах. В восьмой серии он появляется только в качестве голоса за кадром. В честь него была названа клиника, однако больше о нём в сериале не упоминаются. Аманда Сеттон. В ноябре 2012 года Анна Кэмп была понижена до второстепенной роли, однако она появилась ещё лишь в одном эпизоде.
Во втором сезоне Зоша Рокемор была повышена до основного состава. Адам Палли, известный по сериалу «Счастливый конец», который сыграл Питера Прентиса, пробыл в сериале меньше двух сезонов. Он покинул сериал в середине третьего сезона после истечения контракта.
Зои Джармен покинула основной каст сериала после окончания второго сезона. В третьем сезоне Палли вернулся в шоу в гостевой роли.
В четвёртом сезоне была повышена до основного состава после второстепенной роли в первой половине сезона. В июне 2016 года стало известно, что Крис Мессина не появится в шестом сезоне, хотя в пятом сезоне появился в качестве приглашённого актёра.

## Обзор сезонов
| Сезон | Сезон | Эпизоды | Оригинальная дата выхода | Оригинальная дата выхода | Телеканал |
| Сезон | Сезон | Эпизоды | Премьера сезона          | Финал сезона             | Телеканал |
| ----- | ----- | ------- | ------------------------ | ------------------------ | --------- |
|       | 1     | 24      | 25 сентября 2012         | 14 мая 2013              | Fox       |
|       | 2     | 22      | 17 сентября 2013         | 6 мая 2014               | Fox       |
|       | 3     | 21      | 16 сентября 2014         | 24 марта 2015            | Fox       |
|       | 4     | 26      | 15 сентября 2015         | 5 июля 2016              | Hulu      |
|       | 5     | 14      | 4 октября 2016           | 28 марта 2017            | Hulu      |
|       | 6     | 10      | 12 сентября 2017         | 14 ноября 2017           | Hulu      |

## Отзывы критиков
«Проект Минди» получил положительные отзывы критиков, которые отметили прекрасную актёрскую игру Калинг, а также её сценарий и режиссуру. На сайте-агрегаторе Rotten Tomatoes первый сезон сериала имеет 81% «свежести», что основано на 48-ми отзывах со средним рейтингом 7 из 10. На Metacritic сезон получил 69 баллов из 100, на основе 32-х «в целом положительных» рецензий.

## Награды и номинации
| Год  | Награда                                        | Категория                                                              | Номинант                              | Результат | Ист.   |
| ---- | ---------------------------------------------- | ---------------------------------------------------------------------- | ------------------------------------- | --------- | ------ |
| 2012 | Выбор телевизионных критиков                   | Лучший новый сериал                                                    | Лучший новый сериал                   | Победа    | [ 19 ] |
| 2012 | Премия Гильдии сценаристов США                 | Лучший сценарий нового сериала                                         | Лучший сценарий нового сериала        | Номинация | [ 20 ] |
| 2013 | Американское общество специалистов по кастингу | Выдающиеся достижения в кастинге — Пилотный эпизод комедийного сериала | Фелисия Фасано                        | Победа    | [ 21 ] |
| 2013 | Грейси                                         | Выдающийся продюсер — Развлечения                                      | Минди Калинг                          | Победа    | [ 22 ] |
| 2013 | NAACP Image Award                              | Лучший комедийный сериал                                               | Лучший комедийный сериал              | Номинация | [ 23 ] |
| 2013 | People’s Choice Awards                         | Любимая новая ТВ-комедия                                               | Любимая новая ТВ-комедия              | Номинация | [ 24 ] |
| 2013 | Премия Ассоциации телевизионных критиков       | Лучшая новая программа                                                 | Лучшая новая программа                | Номинация | [ 25 ] |
| 2013 | Teen Choice Awards                             | Лучшее новое шоу                                                       | Лучшее новое шоу                      | Номинация | [ 26 ] |
| 2013 | Teen Choice Awards                             | Актриса комедии на ТВ                                                  | Минди Калинг                          | Номинация | [ 26 ] |
| 2013 | TV Guide Awards                                | Любимый новый сериал                                                   | Любимый новый сериал                  | Номинация | [ 27 ] |
| 2014 | Выбор телевизионных критиков                   | Лучшая мужская роль в комедийном сериале                               | Крис Мессина                          | Номинация | [ 28 ] |
| 2014 | Грейси                                         | Лучшая ведущая актриса в комедийном сериале                            | Минди Калинг                          | Победа    | [ 29 ] |
| 2014 | NAACP Image Award                              | Лучшая актриса в комедийном сериале                                    | Минди Калинг                          | Номинация | [ 30 ] |
| 2014 | People Magazine Awards                         | Пара года на ТВ                                                        | Минди Калинг и Крис Мессина           | Победа    | [ 31 ] |
| 2014 | Спутник                                        | Лучшая женская роль — комедия или мюзикл                               | Минди Калинг                          | Победа    | [ 32 ] |
| 2014 | Премия Ассоциации телевизионных критиков       | Личные достижения в комедии                                            | Личные достижения в комедии           | Номинация | [ 33 ] |
| 2014 | Премия Ассоциации телевизионных критиков       | Премия за личные достижения в комедии                                  | Минди Калинг                          | Номинация | [ 33 ] |
| 2014 | Teen Choice Awards                             | Актриса комедии на ТВ                                                  | Минди Калинг                          | Номинация | [ 34 ] |
| 2014 | Teen Choice Awards                             | Лучший комедиант                                                       | Минди Калинг                          | Номинация | [ 34 ] |
| 2015 | Выбор телевизионных критиков                   | Лучшая мужская роль в комедийном сериале                               | Крис Мессина                          | Номинация | [ 35 ] |
| 2015 | NAACP Image Award                              | Лучшая актриса в комедийном сериале                                    | Минди Калинг                          | Номинация | [ 36 ] |
| 2015 | NAACP Image Award                              | Лучший сценарист в комедийном сериале                                  | Минди Калинг                          | Номинация | [ 36 ] |
| 2015 | NAACP Image Award                              | Лучший режиссёр в комедийном сериале                                   | Кен Уиттингем                         | Номинация | [ 36 ] |
| 2015 | Прайм-таймовая премия «Эмми»                   | Лучшие костюмы в мини-сериале или телефильме                           | Сальвадор Перес-мл.                   | Номинация | [ 37 ] |
| 2016 | Грейси                                         | Выдающийся актёрский состав — Комедия                                  | Выдающийся актёрский состав — Комедия | Победа    | [ 38 ] |